# Wiedensahl
Wiedensahl is een gemeente in de Duitse deelstaat Nedersaksen. De gemeente maakt deel uit van de Samtgemeinde Niedernwöhren in het Landkreis Schaumburg.
Het dorp ligt als enige in de Samtgemeinde geheel ten noorden van het Mittellandkanaal en het bosgebied Schaumburger Wald. Het bestaat voornamelijk uit een lange, van noord naar zuid lopende dorpsstraat met huizen en boerderijen erlangs. Wiedensahl telt 925 inwoners.

## Geschiedenis
Wiedensahl wordt sedert 1250 als Widensole, betekenis: aan een meertje nabij wilgen gelegen dorp, meermalen in middeleeuwse documenten vermeld. Het dorp lag in een grensgebied tussen diverse graafschappen en vorstendommen en is dan ook vaak tijdens oorlogen verwoest, o.a. tijdens de Dertigjarige Oorlog (1618-1648). Na deze oorlog behoorde Wiedensahl enige tijd tot Loccum in het Vorstendom Calenberg.
Het Schaumburger Wald, een restant van een vrij ongerept, vochtig, veel groter woud met de naam  Dülwald, was oorspronkelijk een grensgebied tussen het Graafschap Schaumburg en het Vorstendom Calenberg, vanaf de 17e eeuw  tussen het land Schaumburg-Lippe en het Koninkrijk Pruisen. Langs de bosrand is in de late middeleeuwen een landweer aangelegd, en in de 17e eeuw nog eens vernieuwd, waarvan nog verscheidene stukken wal en gracht als 25 km lang archeologisch monument (Schaumburger Landwehr) bewaard zijn gebleven. Een vrij groot deel van deze landweer ligt op grondgebied van Wiedensahl.
In de 18e en 19e eeuw kende Wiedensahl tijdelijk enige bloei. Verscheidene beoefenaren van een ambacht, onder wie zoveel schoenmakers, dat Wiedensahl een schoenmakersgilde bezat, woonden in het oude boerendorp, dat ook beperkte privileges, waaronder vanaf plm. 1824 het marktrecht, genoot. De inwoners van Wiedensahl beschouwen hun woonplaats dan ook als Flecken (vlek), niet als dorp. Van 1921 tot 1961, voor goederentreinen tot 1969, had het dorp een ten oosten van de dorpsstraat lopende spoorwegverbinding met Station Stadthagen. Een aanzienlijk woonhuis in het dorp is nog goed als voormalig station te herkennen.

## Bezienswaardigheden
- Het geboortehuis van Wilhelm Busch in Wiedensahl is een aan hem gewijd museum (niet te verwarren met het grotere, ook aan de karikatuur-, strip- en animatiekunst in het algemeen gewijde, Wilhelm-Busch-Museum te Hannover).
  - In de voormalige pastorie van Wiedensahl heeft de heemkundige kring van het dorp, de Heimatbund Wiedensahl e.V., een klein streekmuseum ingericht, dat samen met het geboortehuis van Busch kan worden bezocht. De twee kleine musea werken nauw met elkaar samen. Zie onderstaande weblinks.
- De Samtgemeinde heeft twee toeristische, langs diverse horecagelegenheden lopende, fietsroutes uitgezet, waaronder een Wilhelm-Busch-Route van 25 km. Deze lopen grotendeels door Wiedensahl.
- Elders in Wiedensahl heeft een particulier een verzameling van 26.000 duimstokken aangelegd. Deze kan na afspraak bezichtigd worden.
- De op zijn laatst 13e-eeuwse, in 1516 herbouwde, evangelisch-lutherse St.-Nicolaaskerk (Nicolaikirche) te Wiedensahl heeft een bezienswaardig interieur, dat grotendeels uit de late 17e eeuw dateert.
- Ten zuiden van het dorp is het goed wandelen in het bosgebied Schaumburger Wald. Interessant is hier ook de onder Geschiedenis reeds vermelde Schaumburger Landwehr.

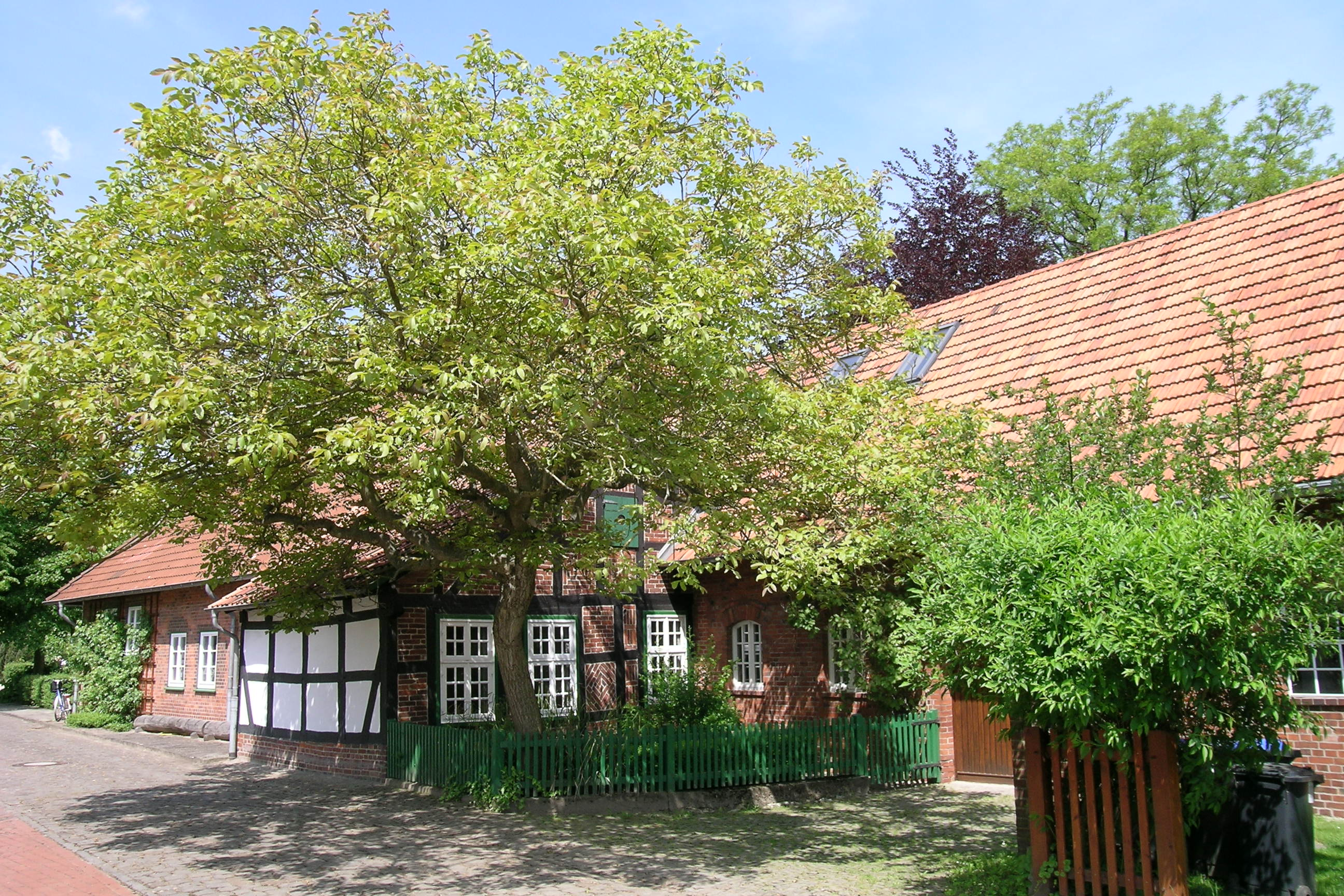
Geboortehuis van Wilhelm Busch in Wiedensahl
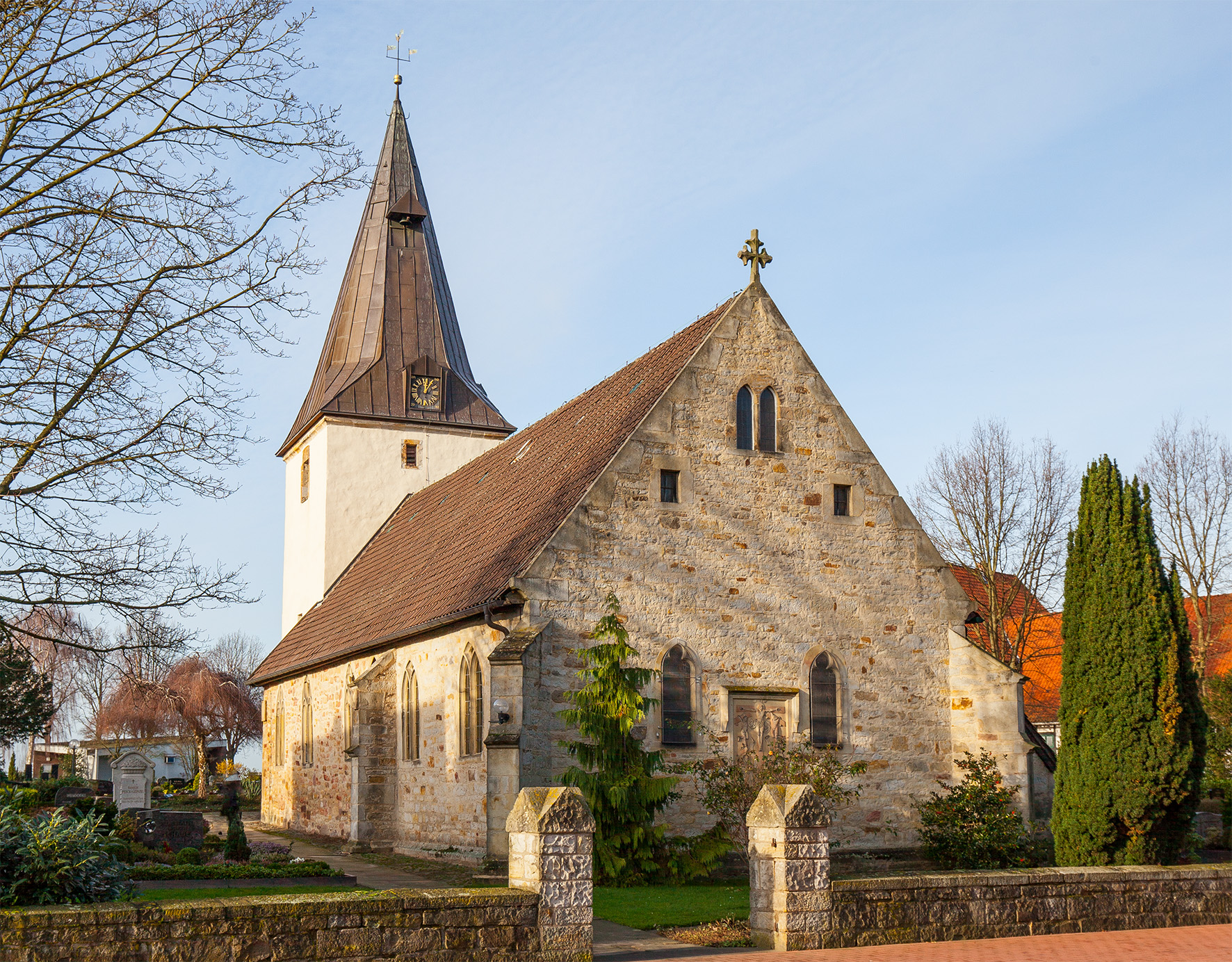
Evang.-lutherse St.-Nicolaaskerk (herbouwd in 1516), Wiedensahl
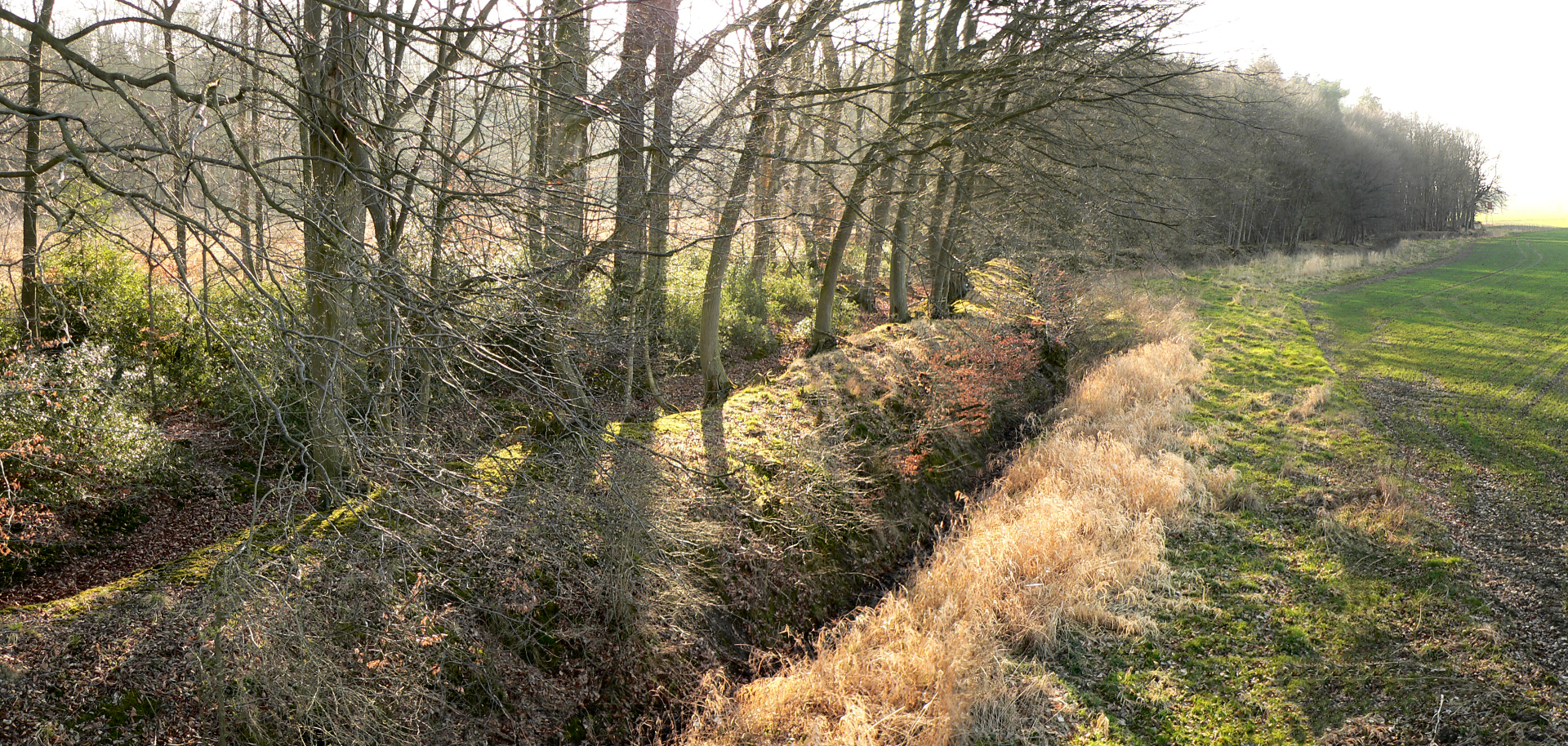
Landweer in het Schaumburger Wald bij Wiedensahl

## Geboren te Wiedensahl
- Heinrich Rimphoff, geboren in 1595 of 1596, overleden in 1655, was een luthers predikant en een zeer berucht heksenvervolger; mede door zijn toedoen zijn in de 17e eeuw mogelijk omstreeks 20 mensen uit Wiedensahl (waar Rimphoff van 1622-1638 luthers predikant was; daarna maakte hij promotie naar hogere geestelijke ambten)  als vermeend heks ter dood gebracht. Rimphoff werkte vanuit het, in die tijd al lutherse, Klooster Loccum (zie: Rehburg-Loccum) en schreef in 1647 te Rinteln een berucht boek over dit onderwerp, getiteld Drachen-König. De laatste vermeende heks uit Wiedensahl stierf door onthoofding in 1660.
- Wilhelm Busch, geboren op 15 april 1832 in Wiedensahl, tekenaar, schilder, illustrator, bekend van Max und Moritz